# مقاطعة ساريآسيا
مقاطعة ساريآسيا أو ساري آسيا أو سر آسيا (بالأوزبكية: Sariosiyo tumani)‏‎ هي مقاطعة تقع في أوزبكستان في ولاية صرخنداريا. يقدر عدد سكانها بـ 110,000 نسمة ومساحتها 200 كم2 .

## أعلام
- بخودير جلولوف